# 韋爾博韋 (阿納尼耶夫區)
47°35′18″N 30°7′52″E / 47.58833°N 30.13111°E
韋爾博韋（烏克蘭語：Вербове）是位於烏克蘭西南部的村莊，由敖德萨州波季利斯克区的阿南伊夫市鎮負責管轄。該村始建於1895年，面積1.02平方公里，海拔高度78米，2001年人口204，人口密度每平方公里200人。